# Ladyhawke (Album)
Ladyhawke ist das selbstbetitelte Debütalbum der neuseeländischen Synthpop-Sängerin Ladyhawke. Es wurde am 20. September 2008 bei Modular Recordings veröffentlicht. Insgesamt wurden fünf Singles ausgekoppelt, darunter der Hit My Delirium.

## Hintergrundinformationen
Die Aufnahmen begannen im Herbst 2007. Ladyhawke arbeitete mit verschiedenen Produzenten, unter anderem mit Pascal Gabriel, Kids Glove, Jim Eliot, Paul Harris, Michael Di und Greg Kurstin. Der Musikstil kann als ein Mix zwischen Elektropop, New Wave und Synthpop charakterisiert werden.

## Kritikerstimmen
Die Kritiken zu Ladyhawke fielen überwiegend positiv aus. Metacritic berechnete eine Durchschnittswertung von 70 %. Ben Preece, Rezensent bei Time Off, bewertete das Album positiv und hob Browns 1980er-Einflüsse hervor, insbesondere den von ihren Idolen Cyndi Lauper und Stevie Nicks. Allerdings würde Brown trotzdem nicht „retro“, sondern sehr „modern, frisch, zur heutigen Zeit passend und originell“ ("modern, fresh, up-to-the-minute and completely original") klingen.
Auch Simon Price von der Independent lobte das Werk: „Ihre Singles holen den Sound des synthesizer-basierten Kokain-AOR zurück, in der Stimmung von Stevie Nicks und Belinda Carlisle. (…her singles "Back of the Van" and "Paris Is Burning" … reprise the sound of synth-based cocaine AOR in a Stevie Nicks/Belinda Carlisle vein.)“
Dan Cairns, Rezensent von den The Sunday Times, gab dem Album ebenfalls eine positive Bewertung.
Jon O’Brien von Allmusic kommentierte: „… es klingt frisch, dank geschickter Produktion und Browns feurigem und lebhaftem Gesang“ (… it still manages to sound fresh thanks to its clever production and Brown's fiery and vibrant vocals.).
Judge Rogers von The Guardian erklärte: „Magic ist der beste Titel mit dem man einen Album eröffnen kann, besonders die Lieder Dusk Till Dwan, My Delirium und Another Runaway sind gut gelungen und ein Beispiel für gute Pop- und Synthpopmusik“.
Elvissia Williams von BBC Music verglich das Album mit der Komödie The Breakfast Club aus dem Jahre 1985: „Wie John Hughes Filmklassiker, bringt ihr Album die Liebe unschuldiger junger schöner Mädchen rüber, so kann man das Album und die Lieder am besten beschreiben, das ganze Album ist schön und sorgt für gute Laune, mit diesem Album gelangt die New Wave Musik der 80er in eine neue Generation“.
Mark Beaumont von NME schrieb: „Ihr Gesang mit den Synthie-Pop-Liedern erinnert an die beste Zeit von Bananarama, an Rio und Watermen, aber das komplette Album macht es zum ersten echten 1980er Synthie-Pop-Album seit ABCs The Lexicon of Love“.
Peter Robinson von The Observer notierte „Das Album fesselt jemanden schon beim ersten Hören, ich hatte beim Hören das Gefühl, ich fahre mit ihr auf einem roten Motorrad durch die Wüste“.
Emily Tartanella von PopMatters kritisierte das Album: „Das Album ist magisch, märchenhaft und wunderschön, aber diese Aspekte wird der Großteil der Masse ablehnen, sei alles doch so positiv wie bereits gesagt, aber kommerziell gesehen wird das Album kaum beachtet und abgelehnt“.

## Single-Auskopplungen

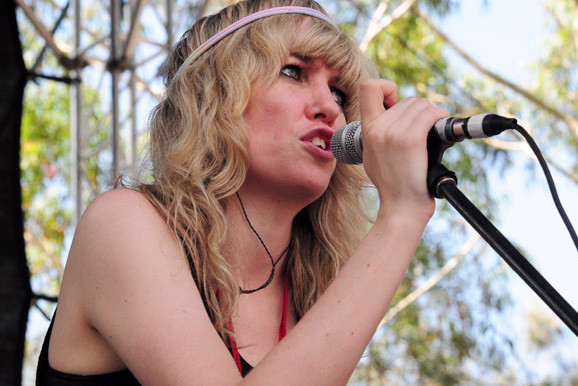
Ladyhawke singt ihren Hit My Delirium

- Back of the Van - Ihre Debütsingle Back of the Van, wurde im Mai 2008 veröffentlicht.

- Paris Is Burning - Die zweite Single des Albums war Paris Is Burning, sie wurde am 30. Juni 2008 veröffentlicht. Es ist ihre zweit-erfolgreichste Single ihrer Karriere (hinter My Delirium); In Neuseeland debütierte die Single auf Platz 40 und stand nur eine Woche in den Charts. In Australien debütierte die Single auf Platz 67 und erreichte nach mehreren Wochen Platz 32. In den britischen Singlecharts debütierte die Single auf Platz 61 und sprang in der nächsten Woche auf Platz 39, danach fiel das Lied nach nur zwei Wochen aus den Charts.

- Dusk Till Dawn - Als dritte Single wurde Dusk Till Dawn ausgekoppelt, welche am 15. September 2008 veröffentlicht wurde. Es debütierte auf Platz 78 in den britischen Singlecharts und stand nur eine Woche in den britischen Charts.

- My Delirium - Die vierte Single des Albums My Delirium wurde am 8. Dezember 2008 veröffentlicht. Die Single erreichte im Vereinigten Königreich Platz 33, in Neuseeland Platz 13 und in Australien Platz 8 der Charts. Bis Heute ist es ihre erfolgreichste Single.

- Paris is Burning (Wiederveröffentlichung) - Die Wiederveröffentlichung vom 2. März 2009 brachte die Single auf Platz 47 der britischen Charts.

- Back of the Van (Wiederveröffentlichung) - Am 19. Mai 2009 wurde Back of the Van im Vereinigten Königreich als sechste Single wiederveröffentlicht.

- Magic - Magic wurde am 10. Juni 2009 an die Radiostationen in Australien gesendet und bekam starken Airplay. Am 28. September 2009 wurde Magic im Vereinigten Königreich als siebte und letzte Single des Albums veröffentlicht.

## Coverabbildung
Das Albumcover ist ein Wasserfarben-Bild der aus Sydney stammenden Künstlerin Sarah Larnach. Es zeigt Ladyhawke leicht bekleidet auf dem Boden kniend, ein Stirnband und eine Art Gürtel tragend, in dem eine Lightgun (eine NES Zapper) steckt. Sie hält ein Gamepad in den Händen und blickt starr und gebannt in eine Richtung, offensichtlich mit einer Videospielkonsole spielend. Auf dem Coverbild sieht man ebenfalls einen Sessel, drei Katzen, einen microKORG Synthesizer sowie ein zweites Gamepad, eine Videospielkonsole und viele Kabel.

## Titelliste

### Standard Edition
| #   | Titel                | Songschreiber                       | Produzent | Länge |
| --- | -------------------- | ----------------------------------- | --------- | ----- |
| 1.  | Magic                | Pascal Gabriel                      |           | 3:27  |
| 2.  | Manipulating Women   | Roy Kerr, Anu Pillai                |           | 3:35  |
| 3.  | My Delirium          | Gabriel, Alex Gray, Hannah Robinson |           | 4:16  |
| 4.  | Better Than Sunday   | Jim Eliot, Paul Harris              |           | 3:28  |
| 5.  | Another Runaway      | Gabriel, Gray                       |           | 3:17  |
| 6.  | Love Don't Live Here | Eliot                               |           | 4:03  |
| 7.  | Back of the Van      | Michael Di Francesco                |           | 3:40  |
| 8.  | Paris Is Burning     | Kerr, Pillai                        |           | 3:49  |
| 9.  | Professional Suicide | Greg Kurstin                        |           | 3:43  |
| 10. | Dusk Till Dawn       | Gabriel, Gray, Robinson             |           | 2:37  |
| 11. | Crazy World          | Eliot                               |           | 3:35  |
| 12. | Morning Dreams       | Gabriel                             |           | 4:00  |
| 13. | Oh My                | Gabriel Olegavich                   |           | 3:24  |

### CD 2 (Deluxe Edition):Dream On
| #  | Titel                             | Songschreiber           | Produzent | Länge |
| -- | --------------------------------- | ----------------------- | --------- | ----- |
| 1. | Oh My                             | Gabriel Olegavich       |           | 3:24  |
| 2. | Danny & Jenny                     |                         |           | 3:33  |
| 3. | Paris Is Burning (Akustikversion) | Kerr, Pillai            |           | 4:09  |
| 4. | Dusk Till Dawn (Akustikversion)   | Gabriel, Gray, Robinson |           | 2:42  |
| 5. | My Delirium (Akustikversion)      | Grabiel, Gray, Robinson |           | 4:42  |

## Kommerzieller Erfolg

### Chartplatzierungen
Ladyhawke debütierte in der Woche zum 29. September 2008 auf Platz 16 der australischen Albumcharts und fiel in der folgenden Woche auf Platz 28. Das Album verbrachte 25 Wochen in den Albumcharts und wurde in Australien mit Gold ausgezeichnet, für über 35.000 verkauften Einheiten.
In Neuseeland debütierte das Album am 29. September 2008 auf Platz 15 der Albumcharts und erreichte ein Jahr später am 19. Oktober 2009 für eine Woche Platz 1. Es verbrachte über ein Jahr in den Charts und wurde am 20. Dezember 2009 in Neuseeland mit Platin ausgezeichnet, für über 15.000 verkaufte Einheiten.
Im Vereinigten Königreich, debütierte das Album am 28. September 2008 auf Platz 47 der britischen Albumcharts, mit über 3.500 verkauften Einheiten in der ersten Woche. Danach fiel das Album aus den Charts und schaffte am 4. Januar 2009 den Wiedereinstieg auf Platz 59, durch die Single-Auskopplungen My Delirium und Paris Is Burning. Am 3. Mai 2009 erreichte das Album mit Platz 16 seine Höchstplatzierung in den britischen Albumcharts. Insgesamt verbrachte das Album 33 Wochen in den britischen Albumcharts und wurde am 17. April 2009 von der British Phonographic Industry (BPI) mit Gold für über 100.000 verkauften Einheiten ausgezeichnet.
| ChartsChartplatzierungen     | Höchstplatzierung | Wochen |
| ---------------------------- | ----------------- | ------ |
| Neuseeland (RMNZ)            | 1 (40 Wo.)        | 40     |
| Vereinigtes Königreich (OCC) | 16 (33 Wo.)       | 33     |

| ChartsJahrescharts (2009) | Platzierung |
| ------------------------- | ----------- |
| Neuseeland (RMNZ)         | 34          |

### Auszeichnungen für Musikverkäufe
| Land/Region                  | Auszeichnungen für Musikverkäufe (Land/Region, Auszeichnung, Verkäufe) | Verkäufe |
| ---------------------------- | ---------------------------------------------------------------------- | -------- |
| Australien (ARIA)            | Gold                                                                   | 35.000   |
| Neuseeland (RMNZ)            | Platin                                                                 | 15.000   |
| Vereinigtes Königreich (BPI) | Gold                                                                   | 100.000  |
| Insgesamt                    | 2× Gold · 1× Platin ·                                                  | 150.000  |

## Mitwirkende
(Quelle: )

### Musik
| - Gesang: Ladyhawke - Backgroundgesang: Hannah Robinson, Ladyhawke - Schlagzeug: Jim Eliot, Ladyhawke, Pascal Gabriel, Paul Harris, Peter Huntington, Roy Kerr, Leo Taylor - Gitarre: Pascal Gabriel, Ladyhawke, Alex Gray - Bass: Ladyhawke, Michael Di Francesco, Anu Pillai | - Elektrische Gitarre: Ladyhawke - Keyboard: Ladyhawke, Jim Eliot, Pascal Gabriel, Alex Gray, Paul Harris, Greg Kurstin, Anu Pillai - Klavier, Synthesizer: Ladyhawke, Michael Di Francesco, Pascal Gabriel - Perkussion: Jim Eliot, Pascal Gabriel |

### Produktion
| - Ausführender Produzent: Ladyhawke - Produktion: Ladyhawke, Pascal Gabriel, Kids Glove, Jim Eliot, Paul Harris, Michael Di Francesco, Greg Kurstin - Abmischung: Tom Elmhirst, Pascal Gabriel, Tony Hoffer | - Engineering: Michael Di Francesco, Jim Eliot, Antonio Feola, Pascal Gabriel, Kid Gloves, Paul Harris - Mastering: Jason Gossman, Dan Parry |

### Visuelles
- Artwork, Fotografien: Sarah Larnach
- Art Direction: Sarah Larnach, Ladyhawke
- Design: An Art Service